# 미남 세르쥬
《미남 세르쥬》(프랑스어: Le Beau Serge)는 1958년 개봉한 프랑스의 드라마 영화이다. 클로드 샤브롤의 감독 데뷔작이며, 그가 각본 역시 맡았다. 누벨 바그의 기념비적인 작품 중 하나이다.

## 출연

### 주연
- 에드몬드 보챔
- 제라르 블랭

### 조연
- 장 클로드 브리알리
- 베르나데트 라퐁
- 미쉘 메리츠